# Tržič község
Tržič község (szlovén nyelven Občina Tržič) Szlovénia 212 alapfokú közigazgatási egységének, azaz községének egyike a Gorenjska statisztikai régióban.  Adminisztratív központja Tržič város. A község 1994-ben alakult meg.

## A községhez tartozó települések
A községhez Škofja Loka székhelyen kívül a következő települések tartoznak:
- Bistrica pri Tržiču
- Brdo
- Breg ob Bistrici
- Brezje pri Tržiču
- Čadovlje pri Tržiču
- Dolina
- Gozd
- Grahovše
- Hudi Graben
- Hudo
- Hušica
- Jelendol
- Kovor
- Križe
- Leše
- Loka
- Lom pod Storžičem
- Novake
- Paloviče
- Podljubelj
- Popovo
- Potarje
- Pristava
- Retnje
- Ročevnica
- Sebenje
- Senično
- Slap
- Spodnje Vetrno
- Vadiče
- Visoče
- Zgornje Vetrno
- Žiganja Vas
- Zvirče

## Népesség
| Lakosok száma | 15 283 | 15 386 | 15 196 | 15 174 | 15 086 | 14 932 | 14 839 | 14 804 | 14 884 | 15 003 |
|               | 2008   | 2009   | 2011   | 2012   | 2013   | 2015   | 2016   | 2017   | 2019   | 2020   |